# Belize nos Jogos Olímpicos de Verão de 1976
Belize competiu nos Jogos Olímpicos de Verão de 1976 em Montreal, Canadá. Anteriormente, o país competiu como Honduras Britânicas.